# Andrzej Frycz Modrzewski
Andrej Piotr Modrzewski, cunoscut ca Andrzej Frycz Modrzewski, sau ca Andreas Fricius Modrevius, s-a născut pe 20 septembrie 1503 în Wolbórz și a murit în anul 1572, în același oraș în care s-a născut. A aparținut familiei cu blazonul Jastrębiec și a fost un important umanist, teolog și scriitor polonez, din perioada renascentistă. A fost numit „tatăl democrației polone”.

## Biografie
A fost fiul lui Jakub, primar al Wolbórz-ului, căruia i se spunea „Frycz”, poreclă ce provenea de la cel de-al doilea nume al bunicului său, Andrzej Fryderyk. Familia Modrzewski făcea parte din nobilimea poloneză (unii autori consideră ca făcea parte din nobilimea scăpătată) și deținea titlul ereditar de primar al Wolbórz-ului. La vârsta de 11 ani, Modrzewski pleacă la Cracovia pentru a învăța la școala parohială locală. Modrzewski se înscrie pentru studii universitare în anul 1517 și le termină doi ani mai târziu, primindu-și diploma pe 13 decembrie 1519. De asemenea, a studiat și în Germania, în Wittenberg, unde îl întâlnește pe Martin Luther și începe să își formeze idei reformatoare.
În jurul anului 1522, devine vicar, servind sub arhiepiscopul Jan Łaski, iar mai târziu sub epicopul de Poznań, Jan Latalski. Începând cu anul 1547, este secretarul regelui Zygmunt I Stary, iar din anul 1553 devine primarul Wolbórz-ului. 
Având puternice înclinații spre sferele reformatoare (în special, cele calviniste), devine în pericol de a fi acuzat de erezie și îi sunt luate titlurile ecleziastice. Însă, luând în considerare meritele și cunoștințele sale excepționale, în anul 1555 regele îi ridică răsplata anuală la 200 de zloți. Un an mai târziu, pe 6 decembrie 1556, devine membru al Seimului, primind imunitate din partea regelui.
În ciuda faptului că era duhovnic, în anul 1560 se căsătorește cu Jadwiga Kamieńska. A avut trei copii – Andrzej, Elżbieta și Łucja. A murit din cauza ciumei în toamna anului 1572, în Wolbórz. Cel mai probabil, a fost înmormântat în Małecz, unde deținea anumite proprietăți, într-un mormânt ascuns, fiind recunoscut ca un eretic (cel puțin, acesta este modul în care este privit astăzi). Mormântul său nu a fost descoperit. 

## Creația literară
Cea mai cunoscută operă a sa este De Republica emendanda (O poprawie Rzeczypospolitej), scrisă în latină, în anul 1551.
Această operă este alcătuită din cinci cărți:
- De moribus (Despre obiceiuri)
- De legibus (Despre legi)
- De bello (Despre război)
- De Ecclesia (Despre Biserică)
- De schola (Despre școală)

În această lucrare, Modrzewski postulează ideea egalității în fața legii, susținând faptul că țăranii ar trebui să dețină pământul pe care îl lucrează, iar orășenimea ar trebui să aibă dreptul de a cumpăra pământ, precum și dreptul de a fi aleși pentru funcții publice (în acea perioadă, aceste drepturi le aparțineau doar nobililor). 
Cartea destinată Bisericii a fost considerată de către autoritatea bisericească drept una eretică. Din acest motiv, această carte a lui Modrzewski se afla pe lista cărților interzise – Index Librorum Prohibitorum, iar în prima ediție a lucrării De Republica emendanda (O poprawie Rzeczypospolitej) au apărut doar primele trei cărți.
În domeniul politicii, Modrzewski a fost un om cu o gândire extrem de progresistă, uneori chiar utopică, privind din perspectiva contextului politic european de atunci. Modrzewski aduce în discuție ideea egalității tuturor claselor sociale (nobilime, orășenime și țărănime) în fața legii. A susținut ideea conform căreia statul trebuie să-i protejeze pe cei săraci, precum și ideea reformei învățământului. A militat pentru adoptarea unor legi mai aspre, inclusiv pedeapsa cu moartea, în ceea ce privește crima, sau chiar furtul. Se opunea războaielor de cotropire.
De asemenea, a scris și cuvântări renascentiste, precum:
- Lascius, sive de poena homicidii (Łaski, czyli o karze za mężobójstwo) - Cracovia, 1543, lucrare cu care debutează ca scriitor și în care atacă inegalitatea pedepselor, din cadrul legii poloneze, în ceea ce privește cele mai grave acuzații. De exemplu, pedeapsa pentru uciderea unui nobil polonez începea de la 120 grzywna, cu închisoare pe viață, până la pedeapsa cu moartea, pe când cea pentru uciderea unui țăran prevedea plata sumei de doar 10 grzywna.
- Oratio Philalethis peripatetici -  1545, lucrare despre dreptul de cumpărare de bunuri pământești a orășenilor.